# Unhesza
Az Unhesza (hangul: 은해사, handzsa: 銀海寺, RR: Eunhaesa, ’Ezüst tenger templom’) Dél-Korea Észak-Kjongszang (Gyeongsang) tartományában, Jongcshon (Yeongcheon) városában található Silla-kori templom, melyet egy Hjecshol (Hyecheol) nevű szerzetes alapított Heansza (Haeansa) néven. A templomot körülvevő erdőt 1714-ben telepítették. Itt található Dél-Korea 14. nemzeti kincse, a Kodzsoam (거조암, Geojoam) remetelak 1375-ben épült Jongszandzson (영산전, Yeongsanjeon) csarnoka. A remetelakról nem tudni, mikor lett a templom része, valószínűleg korábban épült, mint a templom maga.